# Do You Remember? (film 1922)
Do You Remember? è un cortometraggio muto del 1922 diretto da Gaston Quiribet.

## Produzione
Il film fu prodotto dalla Hepworth.

## Distribuzione
Distribuito dalla Hepworth, il film - un cortometraggio di 259 metri - uscì nelle sale cinematografiche britanniche nel dicembre 1922. Nel 1924, l'Arrow Film Corporation lo distribuì anche sul mercato americano.
Si pensa che sia andato distrutto nel 1924 insieme a gran parte degli altri film della Hepworth. Il produttore, in gravissime difficoltà finanziarie, pensò in questo modo di poter almeno recuperare l'argento dal nitrato delle pellicole.